# Saltiseius hunteri
Saltiseius hunteri  (лат.) — вид прыгающих хищных клещей из отряда Mesostigmata, единственный в составе монотипического рода Saltiseius (Saltiseiidae). Эндемики Австралии (Квинсленд, Boombana National Park).

## Описание
Микроскопического размера клещи (размер менее 0,5 мм). Длина различных стадий развития: личинка — 200—220 мкм, протонимфа — 270—325, дейтонимфа — 400—440, взрослая самка — 460—550 мкм. Гнатосома направлена ротовым отверстием вниз (гипогнатная). Дорзальный щит покрыт многочисленными щетинками (на идиосоме самок их более 160).
Все стадии, кроме личинок, когда их потревожат, могут прыгать несколько сантиметров. Ноги задней IV-й пары отчетливо увеличены (мускулисты) и используются для осуществления внезапных и сильных прыжков. Среди других клещей способность к прыжкам известна у Nanorchestes (Nanorchestidae), Terpnacarus (Terpnacaridae), Eupodes (Eupodidae), у некоторых представителей семейства Scutacaridae (Ebermann, 1995) и у орибатидных клещей рода Zetorchestes (Zetorchestidae) (Krisper, 1991) и Indotritia (Oribotritiidae) (Schubart 1967, Wauthy et al. 1997), Micromegistus bakeri Tragadh.
Свободноживущие хищные клещи, питаются мелкими нематодами. Обнаружены в гниющей древесине и в ассоциации с жуками-пассалидами Mastochilus quaestionis (Kuwert) в тропических дождевых лесах Квинсленда. Вид Saltiseius hunteri выделен в монотипическое семейство Saltiseiidae и предварительно отнесён к когорте Cercomegistina (Trigynaspida, Cercomegistoidea), хотя и разделяет некоторые необычные признаки с Micromegistus, который обычно относят к подотряду (когорте) Antennophorina.

## Этимология
Вид назван в честь американского зоолога Престона Хантера (Preston Hunter; University of Georgia, США).